# L-galattonolattone deidrogenasi
La L-galattonolattone deidrogenasi è un enzima appartenente alla classe delle ossidoreduttasi, che catalizza le seguenti reazioni:
(1) L-galattono-1,4-lattone + 2 ferricocitocromo c ⇄ L-ascorbato + 2 ferrocitocromo c + 2 H+
(2) L-ascorbato + 2 ferricitocromo c ⇄ L-deidroascorbato +  2 ferrocitocromo c + 2 H+ (spontaneo)
Quest'enzima catalizza lo step finale della biosintesi dell'acido L-ascorbico nelle piante superiori e in quasi tutti gli animali superiori, con l'eccezione dei primati e di alcuni uccelli. L'enzima è molto specifico per il suo substratio L-galattono-1,4-lattone, mentre il D-galattono-γ-lattone, il D-gulono-γ-lattone, il L-gulono-γ-lattone, il D-eritronico-γ-lattone, lo D-xilonico-γ-lattone, il L-mannono-γ-lattone, il D-galattonato, il D-glucuronato ed il D-gluconato non sono substrati. 
FAD, NAD+, NADP+ e l'ossigeno non possono agire come accettori di elettroni (a differenza della L-galattonolattone ossidasi).